# Dudullu
Dudullu è un quartiere (in turco semt) situato nel distretto di Ümraniye della parte asiatica della provincia di Istanbul. Si compone di due mahalle. La parte nord del quartiere si chiama Aşağı Dudullu ("Dudullu alta"), quella a sud Yukarı Dudullu ("Dudullu bassa"). Dudullu è circondata dai quartieri di Şerifali, Altınşehir, Adem Yavuz e Huzur, anch'essi affiliati a Ümraniye, a ovest, Mimar Sinan a Çekmeköy a nord, Madenler e Esenşehir a Ümraniye a est.

## Origine del nome
Sebbene ci siano varie spiegazioni sull'origine del nome Dudullu, quelle che ne fanno risalire l'origine a Dudu Hatun (capo tesoriere dell'harem ai tempi di Kösem Sultan) oppure ai Duduoğulları sono prive di prove storiche. Considerando che la popolazione della regione è immigrata dal Caucaso meridionale durante la guerra del 1877-78 contro la Russia, sembra plausibile che derivi dalla parola caucasica dudu, ma il fatto che il nome del villaggio sia menzionato come Dudullu o Dudurlu in fonti molto più antiche di questa migrazione rende impossibile accettare questa etimologia. Secondo il Dizionario Nişanyan Yeradları, dudu, una parola di origine persiana, può essere fatta risalire o a dudu (tūtī, توتى) cioè pappagallo, o a dudu kuşu, cioè tordo, oppure a dādu (دادو, yaşlı kadın) , cioè vecchia.

## Storia
Secondo l'Enciclopedia di Istanbul, il primo insediamento nella zona di Dudullu risale a 350 anni fa. Nel cimitero del paese si trovano lapidi risalenti a 250 anni fa. Il nome del quartiere, che all'inizio si chiamava Sarıbayraktar, divenne in seguito Dudullu. A seguito della migrazione dai villaggi alle città e della successiva urbanizzazione non pianificata a partire dagli anni '50, il villaggio, che era una baraccopoli, fu diviso in due parti: Aşağı e Yukarı Dudullu. Dudullu alta rimase sul percorso della strada che portava al casino di caccia costruito ad Alemdağ durante il regno del sultano Abdülaziz ed era più sviluppato di Dudullu bassa. Il comprensorio, sede prima della Repubblica e fino agli anni '60 di grandi aziende agricole, e che era molto considerato come meta di gite con prodotti zootecnici, latte e yogurt, venne aperto all'edificazione nel 1966 con una pianificazione disordinata. Dudullu, dove all'epoca risiedevano circa 200 famiglie, 120 a Dudullu alta e 80 a Dudullu bassa, ha ricevuto una gran numero di immigrati dopo il 1970. L'entità amministrativa di Dudullu, che è stata fusa con Ümraniye, è stata successivamente abolita ed è diventata il quartiere di Ümraniye.

## Cultura
Nel romanzo Gulyabânî di Hüseyin Rahmi Gürpınar, gli eventi si svolgono a Dudullu, all'epoca un villaggio. Gürpınar, nel suo libro, lo descrive come "Un bel villaggio dietro Üsküdar" in una nota a piè di pagina.

## Trasporti

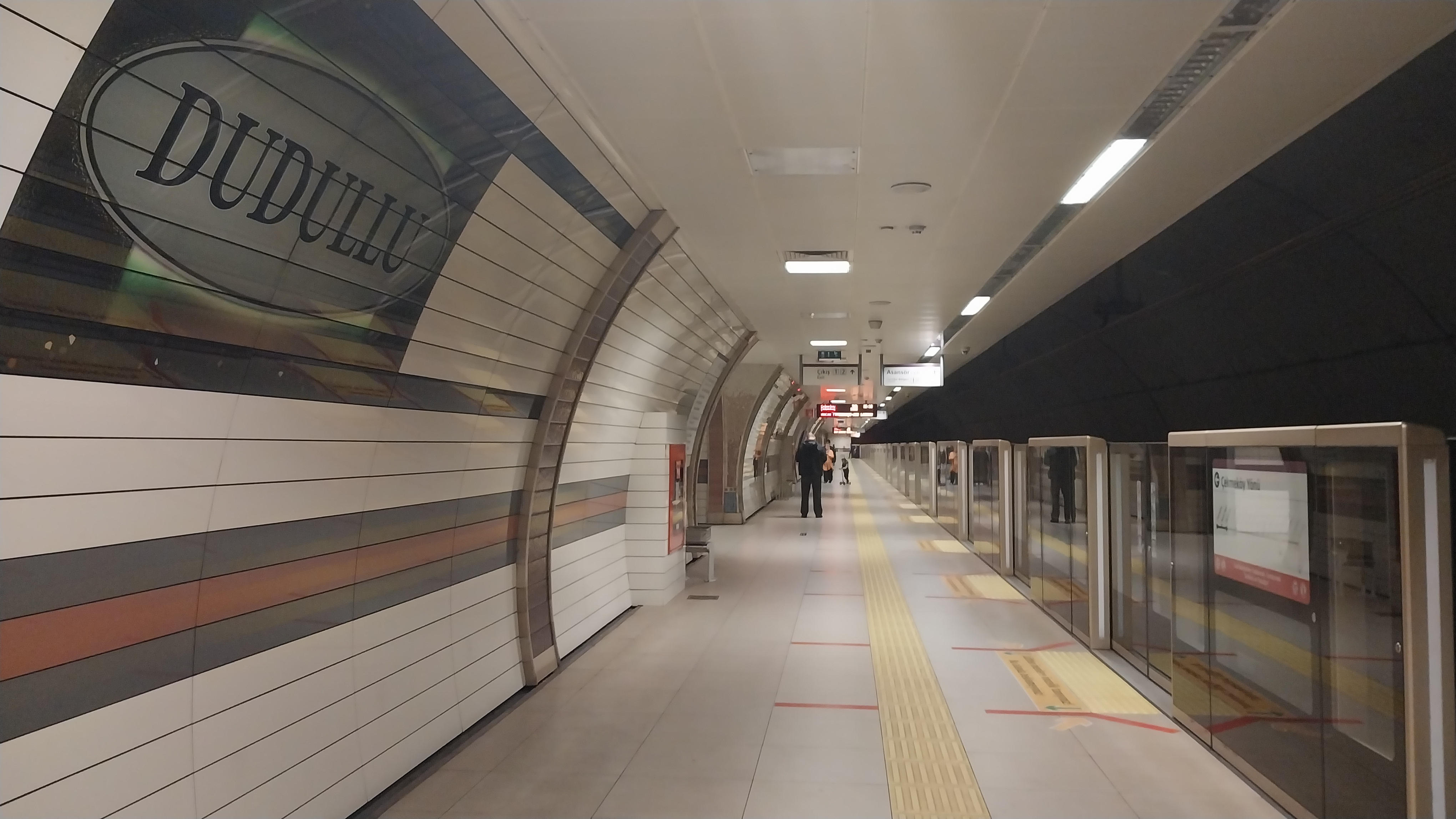
La stazione di Dudullu della linea M5

Dudullu è un nodo di interscambio di due linee della metropolitana di Istanbul, la M5 e la M8.